# Valerio Checchi
Valerio Checchi, né le 3 avril 1980 à Subiaco, est un fondeur italien spécialiste des épreuves de distance.

## Carrière
Il a débuté en Coupe du monde en décembre 2001 à Cogne, puis participe à deux éditions des Jeux olympiques d'hiver. Entre-temps, le 25 janvier 2008, il remporte une victoire lors du 15 km libre de Canmore en Coupe du monde. 

## Palmarès

### Jeux olympiques
| Épreuve / Édition             | Épreuve / Édition             | Turin 2006 | Vancouver 2010 |
| Sprint individuel             | Sprint individuel             | -          | -              |
| 15 km libre                   | 15 km libre                   | -          | 19e            |
| 15 km classique               | 15 km classique               | 38e        | -              |
| Poursuite 30 km               | Poursuite 30 km               | 18e        | -              |
| 50 km classique départ groupé | 50 km classique départ groupé | -          | 31e            |
| Sprint par équipes            | Sprint par équipes            | -          | -              |
| Relais 4 × 10 km              | Relais 4 × 10 km              | -          | 9e             |

### Championnats du monde
| Épreuve / Édition           | Sprint                           | Sprint                           | 15 km                            | 15 km                            | Poursuite 2 × 15 km | 50 km   | Relais | Relais    |
| Épreuve / Édition           | libre                            | classique                        | libre                            | classique                        | Poursuite 2 × 15 km | 50 km   | Sprint | 4 × 10 km |
| Mondiaux 2003 Val di Fiemme |                                  | Épreuve inexistante à cette date | Épreuve inexistante à cette date |                                  | 37e                 | 28e     |        |           |
| Mondiaux 2005 Oberstdorf    | Épreuve inexistante à cette date |                                  |                                  | Épreuve inexistante à cette date | 24e                 | 16e     |        |           |
| Mondiaux 2007 Sapporo       | Épreuve inexistante à cette date |                                  | 60e                              |                                  | 26e                 | Abandon |        |           |
| Mondiaux 2009 Liberec       |                                  | Épreuve inexistante à cette date | Épreuve inexistante à cette date | 24e                              | 21e                 |         |        | 4e        |
| Mondiaux 2011 Oslo          |                                  | Épreuve inexistante à cette date | Épreuve inexistante à cette date | Épreuve inexistante à cette date | 25e                 |         |        | 5e        |
| Mondiaux 2013 Val di Fiemme | Épreuve inexistante à cette date |                                  | Épreuve inexistante à cette date | Épreuve inexistante à cette date | 35e                 | 36e     |        |           |

### Coupe du monde
- Meilleur classement général : 10e en 2008.
- Meilleur classement en distance : 6e en 2008.
- 2 podiums individuels : 1 victoire et 1 troisième place.
- 6 podiums en relais dont 1 victoire et 5 deuxièmes places.

#### Détail des victoires individuelles
| Épreuve / Édition | 15 km libre | 15 km libre |
| 2007-08           | Canmore     |             |